# 美洲殖民
最早发现并移民至美洲的美洲原住民是亞洲后裔，迁徙时间至晚约在一万年前。歐洲各個強權對美洲侵略和殖民的熱潮是在克里斯多福·哥倫布發現美洲之後，大量的歐洲殖民者來到了美洲，進而改變了美洲大陸的歷史，當時美洲被歐洲人稱為新大陸。
儘管是哥倫布開始了大量的美洲移民潮，但是他並不是第一批來到美洲的歐洲人，來自斯堪地那維亞半島的北歐人（其中包括維京人）才是第一個登陸美洲的歐洲人，他們早在哥倫布發現美洲大陸500年前就在文蘭建立了殖民地，但是後來這些維京人放棄了他們在美洲的殖民地。
第一個歐洲勢力在美洲征服當地原住民文化的是西班牙，其在美洲的佔領地幅員遼闊，包含了絕大部分的南美洲和中美洲以及北美洲的一部分。葡萄牙佔據了巴西，英國、法國、還有荷蘭則佔據了加勒比海中的大小島嶼。除此之外，英國與法國人也分別在北美洲的加拿大、新英格蘭、北美十三州及路易西安納建立各自的殖民地。
剛開始的殖民大部分都是由各個國家所贊助，到了後來前往美洲殖民的主要因素，是因為人民為了逃離歐洲的貧窮或是宗教迫害。

## 早期國家贊助的殖民

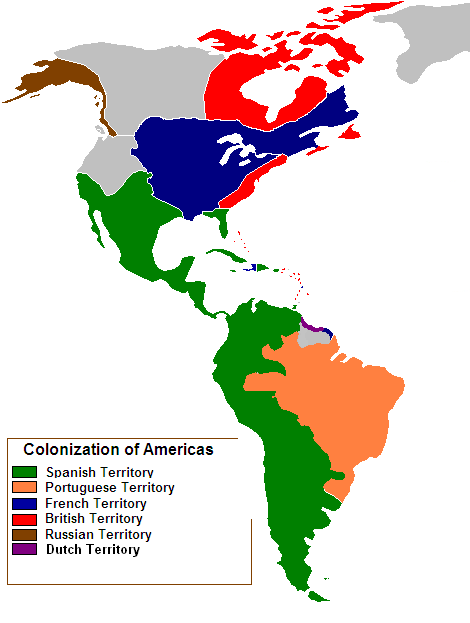

第一波歐洲強權殖民美洲的活動是在由西班牙皇室於1492年所贊助的克里斯多福·哥倫布為了尋找一條前往印度及中國的新通道但卻跨越了大西洋（1492-1500）來到美洲之後開始的。繼哥倫布之後還有許多的探險家陸續的來到了美洲；例如由英國贊助的約翰·開伯來到了美洲發現了紐芬蘭，而葡萄牙贊助的佩卓·卡布羅則發現了巴西。在亞美利哥·維斯普西於1497年至1513年之間自西班牙與葡萄牙出發所領導的探險隊確認哥倫布的確是發現了一個新的大陸洲——美洲新大陸。為了紀念亞美利哥·維斯普西，當時的製圖家以他的名字「亞美利哥」命名這塊新發現的大陸為亞美利加州。其他探險者包括，法國贊助的喬凡尼·達·維拉札諾發現了紐約的良港、葡萄牙探險家莒奧·維斯·寇特-里亞發現了紐芬蘭、以及探索加拿大的山姆·德·尚普蘭。
在這些航海家成功的跨越大西洋之後，更多人前仆後繼的來到新大陸，其中最著名的是西班牙對美洲的征服。在成功的將穆斯林驅逐出伊比利半島之後，西班牙人成為第一個試著殖民美洲的國家。西班牙人從歐洲帶到美洲的疾病，例如小兒麻痺、痲疹、黃熱病等，對西班牙在美洲殖民的成功有著不小的幫助；因為這些來自歐洲大陸的疾病在美洲大陸是前所未見的，這對美洲原住民造成了大量的死亡，而西班牙殖民者對這些疾病的免疫讓美洲原住民誤以為西班牙人是神的錯覺，使得西班牙人得以在當地成功的傳播基督信仰。對西班牙士兵最常見的獎賞方法是將當地印地安聚落封給某人，而來自非洲的黑奴也被大量的引進來補充印地安人勞力的不足。來自西班牙的殖民者們為了取得當地原住民的勞力以及合作，便讓天主教的教士們在當地傳教，這不僅對語言的傳播有很大的幫助，也使得當地原住民有了來自歐洲的書寫系統。而為了傳教的傳教士們也建立了許多學校，而在1523年佩卓·德·甘提建立了美洲的第一個學校。
葡萄牙人在嘗試著建立一個貿易點之後更進一步的全面殖民當今的巴西，他們更帶進了數以萬計的奴隸以運作他們的農場。

## 宗教移民
除了為財富而來到美洲的殖民者之外，許多人是為了尋求信仰宗教自由以及逃離宗教迫害才來到美洲的。
在經過了十六世紀時的宗教改革、英王亨利八世宣佈脫離天主教、以及英文聖經的出現等事件之後，許多人開始對英國國教的組織架構產生了信心上的動搖，而這件事對英國國教產生了重大的影響，進而促成了為了所謂「淨化」當時的英國國教內所有與天主教有關且聖經內沒有提及的習俗的「清教徒運動」。到了查理一世時，查理一世以其英國國王及英國國教最高權力擁有者的「國王之天賦權」將他個人的信念強加於人民，這種作法讓許多教會內人士及民眾感受到迫害，而後來英國國教對這些有異議的人士的大力清查導致了自1629年起到1642年之間大約兩萬人飄洋過海地遷移到新英格蘭以尋求宗教自由。除此之外，此事件的另一個結果即便是長達八年的英國內戰的爆發，最終查理一世被捕並且被奧利弗·克倫威爾帶領的清教徒斬首。英國國王將賓夕法尼亞給予威廉·賓以償還國王對賓的父親所欠的債，威廉·佩恩便於1682年以此塊土地設立了一個主要為受到來自英國迫害的貴格會成員提供避難的政府，許多浸信會、貴格會、以及德國與瑞士的新教教徒們便大量的湧進了賓夕法尼亞。
雖然信仰各種宗教的人們都來到了美洲，但是大量便宜的土地、宗教自由、以及可不受約束的自行改進事物的權利為這些渴望逃離宗教迫害及貧窮的人提供了非常大的誘因，在一直到美國革命戰爭爆發的150年之間的融合及相處之後所有的宗教也漸漸地學習了如何與其他宗教和平且合作的共處。
在當時來到美洲新大陸的主要宗教包括:
- 於1620年左右到來的與英國國教決裂的分離支持者，亦稱為朝聖者
- 於1630年左右到來的清教徒
- 於1682年左右到來的貴格會
- 於1682年左右到來的信義宗
- 於1840年左右到來的天主教

## 經濟移民
除了上述的原因之外，許多的殖民者是為了尋求經濟上的利益而來到美洲新大陸的。在西班牙人自十六世紀時以歐洲疾病征服阿茲泰克、印加、以及其他美洲原住民文明之後所獲取的豐厚利益的消息傳遍全歐洲後，第一批來自英國的殖民者們在現今維吉尼亞州的詹姆斯鎮建立了第一個英國殖民地，他們並沒有向國家或貴族們般有雄厚的資金，所以這批一般人的殖民者是由共同股票公司出資的「探險隊」，而這個殖民地的主要任務便是找尋黃金或是一條經過美洲通往印度的通路〔雖然說在當時是不可能的〕。剛開始時這些殖民者並沒有馬上意識到生活上的許多基本需求，例如食物和水及居住環境，直到約翰·史密斯說服大家才開始建設詹姆斯鎮。在建立殖民地的過程中許多人都因不適或病而死亡，直到他們發現種植菸草可以為他們帶來巨大的財富，自此之後菸草的種植成為維吉尼亞州及其後進的北美殖民地之主要經濟支柱。
自殖民者初次登陸維吉尼亞州到1680年代之間，勞力的主要來源與大部分的移民都是簽有契約的工人，這些人與其雇主簽有契約約定雇主為工人付來到美洲的船資，但是該工人必須為該雇主工作幾年以付清雇主預先付的船資。大部分的工人都是來自英國的佃農，他們都因為在英國土地空間的減少而失去了可耕作的土地，所以才來到美洲新大陸尋求一個新的生活。雖然這個不幸的事件使得數以千計的工人來到了美洲，但是這些工人卻為美洲殖民地提供了大量的勞動人口。
法國殖民地的主要經濟活動是與美洲原住民進行皮草貿易，農業只是為了滿足維持一個殖民地的需求而已，並不是為了買賣來賺取利益。除了法國人之外，俄國殖民者也同樣在美洲的西北部及阿拉斯加進行皮毛交易。英國在「法國與印地安人戰爭」中戰勝法國之後便佔有了所有法國在美洲的殖民地。

## 強迫性移民
奴隸制度在美洲有著長久的歷史。早在歐洲殖民者來到美洲之前，美洲原住民已有了奴役自其他部落捕獲的俘虜的習慣，阿茲特克族甚至以這些奴隸當作活人祭品。當西班牙人到了加勒比海地區後，當地的原住民也隨之成為第一批歐洲人的奴隸了。在西班牙人征服了美洲原住民之後許多原住民被西班牙人變為奴隸，但是隨著西班牙人從歐洲帶來的疾病感染死亡的美洲原住民人口數量大量減少，西班牙人引進非洲黑人作為取而代之的新勞動力來源，甚至到了十八世紀時，來自非洲的黑奴的數量遠遠的超過了當地原住民的數量。這些來到新大陸的非洲人都是在被敵對的非洲部落所抓到之後賣給在非洲的歐洲人才來到了美洲。在非洲，酒、槍枝、以及火藥是主要與非洲部落買賣交換奴隸的主要物品。除了西班牙人之外，所有在美洲的殖民地都有普遍的使用引進非洲黑奴，據估計直到1810年大約有3000到4000名非洲人經由南方的南卡羅來納查爾斯頓及北方的羅德島新港市進入美洲成為奴隸，而被引進加勒比海、巴西、墨西哥等中南美洲地方的非洲人奴隸的總數據估計有三百到五百萬名之間。

## 美洲殖民的結束
隨著美國獨立戰爭的開始，歐洲在美洲殖民地的統治開始動搖。美國獨立後，受西班牙人和葡萄牙人統治三百年的拉丁美洲也要求脫離殖民統治獨立，經過多年獨立戰爭後，最終成功獨立。经过英法七年战争后，法国失去所有在北美洲的殖民地，而被英国接管的大部分法国殖民地和剩余英国殖民地一起被合并为英属北美。西班牙在19世纪初失去了绝大多数在拉丁美洲和南美洲的殖民地，但直到1898年美西战争后西班牙势力才彻底退出美洲，而葡萄牙在美洲唯一的殖民地巴西则早在1822年便宣布独立。第二次世界大战结束后，随着美国成为超级大国，英国在美洲的势力逐渐被削弱，英国在美洲最具影响力的殖民地加拿大也在1931年成为自治领，摆脱英国的统治，其余的英属加勒比海地区领土也在1950年以后独立，至今只剩少数加勒比海地区岛屿仍被英国、法国和荷兰三国统治。

## 另請參見
- 殖民主義
- 維吉尼亞公司